# Ermida de Santa Catarina (Altares)
A Ermida de Santa Catarina é uma ermida localizada na freguesia dos Biscoitos, concelho de Praia da Vitória, ilha Terceira, arquipélago dos Açores.
Para esta ermida foram trasladados os restos mortais do general Manuel Inácio Martins Pamplona, que chegou a Ministro Assistente ao Despacho num dos governos de D. João VI de Portugal, da família Pamplona, edificada em 1525 e em torno da qual cresceu o lugar da Arrochela.